# Fort Johnson South
Fort Johnson South is een plaats (census-designated place) in de Amerikaanse staat Louisiana, en valt bestuurlijk gezien onder Vernon Parish.

## Demografie
Bij de volkstelling in 2000 werd het aantal inwoners vastgesteld op 11.000.

## Geografie
Volgens het United States Census Bureau beslaat de plaats een oppervlakte van
16,0 km², geheel bestaande uit land.

## Plaatsen in de nabije omgeving
De onderstaande figuur toont nabijgelegen plaatsen in een straal van 24 km rond Fort Johnson South.